# Castell Meredydd
Castell Meredydd är ett slott i Storbritannien.   Det ligger i kommunen Newport och riksdelen Wales, i den södra delen av landet, 210 km väster om huvudstaden London. Castell Meredydd ligger 103 meter över havet.
Terrängen runt Castell Meredydd är kuperad åt nordväst, men åt sydost är den platt. Runt Castell Meredydd är det tätbefolkat, med 636 invånare per kvadratkilometer. Närmaste större samhälle är Cardiff, 13,1 km söder om Castell Meredydd. Trakten runt Castell Meredydd består i huvudsak av gräsmarker.